# Kuchnia lubelska
Kuchnia lubelska – sztuka kulinarna Lubelszczyzny.
Wiele z tradycyjnych potraw z Lubelszczyzny znalazło się na Liście produktów tradycyjnych Ministerstwa Rolnictwa i Rozwoju Wsi.

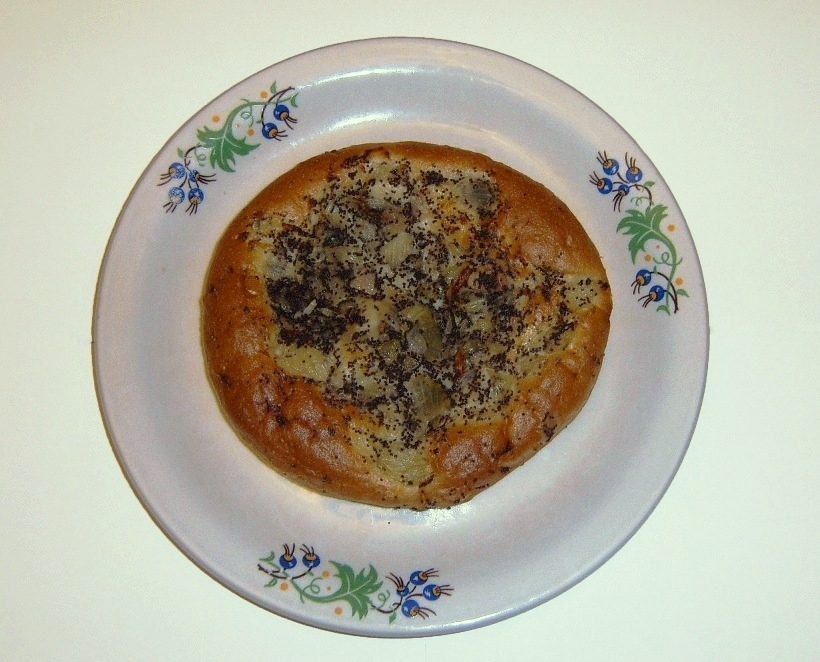
Cebularz